# Reg Cumner
Reginald Horace (Reg) Cumner, również Horace Cumner (ur. 31 marca 1918, zm. 18 stycznia 1999) – walijski piłkarz.

## Kariera klubowa
Przed wybuchem II wojny światowej Cumner występował w Arsenalu, Margate (na wypożyczeniu) i Hull City (na wypożyczeniu). W czasie wojny gościnnie grał w Cardiff City, Fulham, Liverpoolu, Portsmouth, Swansea Town, Aberaman Athletic, Port Vale, Clapton Orient i Plymouth Argyle. Po zakończeniu wojny reprezentował barwy Notts County, Scunthorpe United, Bradford City, Poole Town, Bridport i Swanage.

## Kariera międzynarodowa
Cumner rozegrał trzy spotkania w reprezentacji Walii i zdobył w nich jednego gola. Stało się to w 1939 podczas British Home Championship w wygranym 3–1 spotkaniu z reprezentacją Irlandii.